# Bökesjö
Bökesjö är en sjö i Ljungby kommun i Småland och ingår i Lagans huvudavrinningsområde. Sjön har en area på 0,15 kvadratkilometer och ligger 147,9 meter över havet.

## Delavrinningsområde
Bökesjö ingår i det delavrinningsområde (630923-136246) som SMHI kallar för Utloppet av Unnen. Medelhöjden är 154 meter över havet och ytan är 73,67 kvadratkilometer. Räknas de 7 avrinningsområdena uppströms in blir den ackumulerade arean 201,93 kvadratkilometer. Lidhultsån som avvattnar avrinningsområdet har biflödesordning 3, vilket innebär att vattnet flödar genom totalt 3 vattendrag innan det når havet efter 134 kilometer. Avrinningsområdet består mestadels av skog (57 procent). Avrinningsområdet har 17,3 kvadratkilometer vattenytor vilket ger det en sjöprocent på 23,5 procent. Bebyggelsen i området täcker en yta av 0,5 kvadratkilometer eller 1 procent av avrinningsområdet.